# Marcel Seip
Marcel Seip (Winschoten, 5 aprile 1982) è un ex calciatore olandese, di ruolo difensore.

## Caratteristiche tecniche
Era un difensore centrale.

## Carriera

### Club

#### Gli esordi in Olanda e la Coppa UEFA
Fa il suo esordio nei professionisti a diciassette anni nel 1999, quando gioca 9 partite nella seconda serie olandese con il Veendam; rimane nella stessa squadra anche l'anno seguente, nel quale gioca 18 partite. Nel 2001 viene acquistato dall'Heerenveen, squadra di Eredivisie, con cui nella stagione 2001-2002 non scende mai in campo in gare ufficiali. L'anno seguente gioca invece 6 partite di campionato, diventando titolare fisso nella stagione 2003-2004, nella quale gioca 31 partite e segna il suo primo gol tra i professionisti. L'anno seguente gioca invece 30 partite segnando un'altra rete; nella stessa stagione gioca anche 6 partite in Coppa UEFA, competizione nella quale raccoglie altre 7 presenze anche nella stagione successiva, al termine della quale viene acquistato dal Plymouth, squadra della seconda serie inglese.

#### Plymouth
Il 7 settembre 2006 firma un contratto triennale con il Plymouth, con cui fa il suo esordio in gare ufficiali il successivo 16 settembre, quando subentra dalla panchina al 31' del primo tempo in una partita di campionato persa per 1-0 in casa contro il Southampton. La settimana successiva realizza il suo primo gol stagionale in una partita vinta per 3-1 contro il Norwich; chiude la sua prima stagione inglese con 2 reti in 37 presenze in campionato e 5 presenze senza reti in Coppa di Lega. L'anno seguente gioca invece 34 partite e segna un gol in campionato, e gioca anche una partita in Coppa di Lega ed una in FA Cup. Nella stagione 2008-2009 va invece a segno per 3 volte in 41 partite in campionato, e gioca un'ulteriore partita in FA Cup senza segnare.

#### I prestiti in Inghilterra
Dopo aver giocato 5 partite nella stagione 2009-2010, viene mandato in prestito al Blackpool, con cui segna 2 reti in 7 partite nella seconda serie inglese; scaduti i termini del prestito, viene ceduto con la stessa formula allo Sheffield United, con cui gioca altre 6 partite in Championship. Nella stagione 2010-2011 fa ritorno al Plymouth, nel frattempo retrocesso in League One, la terza serie inglese, nella quale gioca 17 partite senza mai segnare; a metà stagione passa in prestito al Charlton, con cui rimane sei mesi senza mai scendere in campo in partite ufficiali. L'anno seguente, rimasto svincolato, firma un contratto annuale con il Bradford City, squadra della quarta serie inglese, con cui gioca 23 partite e segna anche una rete.

#### Il ritorno in Olanda
Nell'estate del 2012 si accasa al VVV-Venlo, squadra di Eredivisie, con cui segna 5 gol in 31 presenze (più altre 2 presenze senza reti nei playoff); nonostante le sue buone prestazioni la squadra retrocede in Eerste Divisie.

### Nazionale
Nel 2003 ha giocato un'amichevole con l'Under-21.